# Charles Shackleford
Charles Edward Shackleford (Kinston, 22 aprile 1966 – Kinston, 27 gennaio 2017) è stato un cestista statunitense, professionista nella NBA, in Italia, Turchia e Grecia.
Ottimo rimbalzista, ha condotto regolarmente le statistiche in questa voce nei vari campionati in Europa. Ha giocato 6 stagioni nella NBA, principalmente come giocatore di panchina, intervallate da altre disputate in Europa, dove ha avuto più successo.

## Biografia
Shackleford è stato selezionato dai New Jersey Nets nel 2º round (32° scelta assoluta) del draft NBA 1988. Ha giocato 130 partite per i Nets in due stagioni, iniziando 37. La stagione NBA 1989-90 è stata la sua migliore statistica nella NBA, con record personali in minuti (22,2), punti (8,2) e rimbalzi (6,8) a partita. Ha avuto un record in carriera di 23 punti e 26 rimbalzi in una partita del 20 febbraio 1990 contro i Milwaukee Bucks , [9] il suo conteggio di rimbalzi è stato il secondo posto per i Nets in una singola partita almeno fino al 2005.
Si è poi trasferito in Italia, per giocare con Phonola Caserta in Serie A dove ha contribuito, con 19,7 punti e 15,8 rimbalzi (il migliore in campionato) alla vittoria del Campionato 1990-91, il primo ed unico nella storia della squadra campana.
Shackleford tornò negli Stati Uniti per giocare nella NBA per i Philadelphia 76ers nel 1991, firmando un contratto triennale - con due anni garantiti. Vi rimase due stagioni, la prima da titolare (62 partite su 72) con 6,6 punti e 5,8 rimbalzi in media nel periodo 1991-92.
È tornato a Caserta nell'annata 1993-94, risultando nuovamente il miglior rimbalzista del campionato.
Dopo la parentesi italiana, rientra in patria per giocare per i Minnesota Timberwolves, ma il contratto fu revocato nel febbraio 1995 dopo 21 partite.
Dopo essersi unito ai turchi dell'Ülkerspor, è risultato il miglior rimbalzista di EuroLeague con 12,4 rimbalzi. Nonostante ciò, Shackleford, il cui ingaggio all'epoca risultò essere il più costoso nella storia del basket turco, fu rilasciato a causa di un infortunio, una citata mancanza di motivazione e riluttanza a lavorare.
Trasferitosi all'Aris Salonicco la stagione successiva, ha aiutato la squadra nel 1997 a vincere la Coppa Korać, ed anche in Grecia risultò essere il miglior rimbalzista del campionato, nonostante soffrisse di artrite.
Nel 1997, dopo un fugace ritorno in NBA con i Washington Wizards dopo aver subito un intervento chirurgico al ginocchio, torna in Grecia, firmando con il PAOK per tutta la stagione.
Dopo un breve periodo nella CBA con l'Idaho Stampede, Shackleford si è unito ai Charlotte Hornets nel gennaio 1999, dove ha giocato 32 partite, risultate le ultime della sua carriera da professionista.
Quando il suo contratto è scaduto nel luglio dello stesso anno, ha provato senza successo per un certo numero di squadre NBA e si è ritirato nel 2000.
Shackleford è morto nella sua casa di Kinston, all'età di 50 anni a causa di un infarto.

## Statistiche

### College
| Anno      | Squadra       | PG | PT | MP   | TC%  | 3P% | TL%  | RP  | AP  | PRP | SP  | PP   |
| --------- | ------------- | -- | -- | ---- | ---- | --- | ---- | --- | --- | --- | --- | ---- |
| 1985-1986 | NCSU Wolfpack | 29 | 29 | 30,2 | 52,5 | -   | 61,8 | 6,1 | 0,6 | 0,7 | 0,9 | 10,3 |
| 1986-1987 | NCSU Wolfpack | 34 | 34 | 31,7 | 47,6 | 0,0 | 52,0 | 7,6 | 0,9 | 1,0 | 1,4 | 13,9 |
| 1987-1988 | NCSU Wolfpack | 31 | 30 | 30,4 | 53,8 | -   | 59,1 | 9,6 | 1,3 | 0,7 | 0,8 | 16,6 |
| Carriera  | Carriera      | 94 | 93 | 30,8 | 51,1 | 0,0 | 56,8 | 7,8 | 0,9 | 0,8 | 1,1 | 13,7 |

### NBA

#### Regular Season
| Anno      | Squadra            | PG  | PT  | MP   | TC%  | 3P% | TL%  | RP  | AP  | PRP | SP  | PP  |
| --------- | ------------------ | --- | --- | ---- | ---- | --- | ---- | --- | --- | --- | --- | --- |
| 1988-1989 | N.J. Nets          | 60  | 0   | 8,1  | 49,4 | 0,0 | 50,0 | 2,6 | 0,4 | 0,3 | 0,3 | 3,1 |
| 1989-1990 | N.J. Nets          | 70  | 37  | 22,2 | 46,2 | 0,0 | 68,7 | 6,8 | 0,8 | 0,6 | 0,5 | 8,2 |
| 1991-1992 | Philadelphia 76ers | 72  | 62  | 19,4 | 48,6 | 0,0 | 66,3 | 5,8 | 0,6 | 0,5 | 0,7 | 6,6 |
| 1992-1993 | Philadelphia 76ers | 48  | 0   | 11,8 | 48,8 | 0,0 | 63,3 | 4,3 | 0,5 | 0,3 | 0,5 | 4,0 |
| 1994-1995 | Minnesota T'wolves | 21  | 2   | 11,4 | 60,0 | -   | 80,0 | 3,2 | 0,4 | 0,4 | 0,3 | 4,5 |
| 1998-1999 | Charlotte Hornets  | 32  | 4   | 11,5 | 48,9 | -   | 65,5 | 4,0 | 0,4 | 0,2 | 0,4 | 3,3 |
| Carriera  | Carriera           | 303 | 105 | 15,2 | 48,3 | 0,0 | 65,4 | 4,8 | 0,6 | 0,4 | 0,5 | 5,4 |

## Palmarès
- Campionato italiano: 1

Caserta: 1990-91
- Coppa Korać: 1

Aris Salonicco: 1996-97